# Jason Steele
Jason Sean Steele (Newton Aycliffe, 18 augustus 1990) is een Engels betaald voetballer die speelt als doelman. In juli 2018 verruilde hij Sunderland voor Brighton & Hove Albion.

## Clubcarrière
Steele speelde vanaf 2003 in de jeugdopleiding van Middlesbrough. In februari 2010 werd de sluitpost voor vier maanden verhuurd aan Northampton Town. Daar keepte hij dertien wedstrijden, waarin hij viermaal de nul wist te houden. In de zomer van 2010 keerde Steele terug naar Middlesbrough. Zijn debuut voor die club maakte hij op 14 augustus 2010, toen met 0–0 gelijkgespeeld werd op bezoek bij Leicester City.
Eind augustus werd de Australische doelman Brad Jones verkocht aan Liverpool en hierdoor werd Steele de eerste keuze onder de lat. In november was er sprake van interesse van Arsenal, dat de doelman in januari 2011 over zou willen nemen. Halfweg december tekende Steele een nieuw contract bij Middlesbrough, dat hem tot medio 2015 aan de club bond. In het seizoen 2011/12 kreeg Steele het rugnummer 1 toegewezen, wat duidde op een vaste plaats onder de lat. Aan het einde van zijn tweede seizoen werd hij door de spelers en stafleden van de club verkozen tot jonge speler van het jaar. Het jaar erna werd hij verkozen tot speler van het jaar én jonge speler van het jaar. In het seizoen 2012/13 speelde hij elke minuut voor Middlesbrough.
In de zomer van 2014 verloor Steele zijn plek onder de lat en degradeerde hij tot derde keuze, achter Tomás Mejías en Dimitrios Konstantopoulos. Hierop werd hij voor een seizoen verhuurd aan Blackburn Rovers. Al na drie maanden, waarin hij tot vijftien optredens kwam, werd hij direct overgenomen door Blackburn, waar hij voor drieënhalf jaar tekende. Tweeënhalf jaar later werd Steele overgenomen door Sunderland. De doelman zette zijn handtekening onder een verbintenis voor de duur van vier seizoenen.
Brighton & Hove Albion nam de doelman medio 2018 over en hij tekende voor drie jaar bij zijn nieuwe club. In januari 2023 werd de verbintenis van Steele opengebroken en verlengd tot medio 2025. In november van datzelfde jaar kwam er nog een seizoen bij zijn contract. Gedurende de seizoenen 2022/23 en 2023/24 werd door coach Roberto De Zerbi een roulatiesysteem gehanteerd onder de lat, waardoor Steele in deze seizoenen met respectievelijk Robert Sánchez en Bart Verbruggen stuivertje wisselde op doel. Na het vertrek van De Zerbi koos diens opvolger Fabian Hürzeler voor Verbruggen als eerste keeper.

## Clubstatistieken
| Seizoen | Club                   | Competitie     | Competitie | Competitie | Beker | Beker | Internationaal | Internationaal | Totaal | Totaal |
| Seizoen | Club                   | Competitie     | Wed.       | Dlp.       | Wed.  | Dlp.  | Wed.           | Dlp.           | Wed.   | Dlp.   |
| ------- | ---------------------- | -------------- | ---------- | ---------- | ----- | ----- | -------------- | -------------- | ------ | ------ |
| 2009/10 | Northampton Town       | League Two     | 13         | 0          | 0     | 0     | —              | —              | 13     | 0      |
| 2010/11 | Middlesbrough          | Championship   | 35         | 0          | 2     | 0     | —              | —              | 37     | 0      |
| 2011/12 | Middlesbrough          | Championship   | 34         | 0          | 2     | 0     | —              | —              | 36     | 0      |
| 2012/13 | Middlesbrough          | Championship   | 46         | 0          | 7     | 0     | —              | —              | 53     | 0      |
| 2013/14 | Middlesbrough          | Championship   | 16         | 0          | 0     | 0     | —              | —              | 16     | 0      |
| 2014/15 | Blackburn Rovers       | Championship   | 31         | 0          | 0     | 0     | —              | —              | 31     | 0      |
| 2015/16 | Blackburn Rovers       | Championship   | 41         | 0          | 4     | 0     | —              | —              | 45     | 0      |
| 2016/17 | Blackburn Rovers       | Championship   | 41         | 0          | 3     | 0     | —              | —              | 44     | 0      |
| 2017/18 | Sunderland             | Championship   | 15         | 0          | 3     | 0     | —              | —              | 18     | 0      |
| 2018/19 | Brighton & Hove Albion | Premier League | 0          | 0          | 0     | 0     | —              | —              | 0      | 0      |
| 2019/20 | Brighton & Hove Albion | Premier League | 0          | 0          | 0     | 0     | —              | —              | 0      | 0      |
| 2020/21 | Brighton & Hove Albion | Premier League | 0          | 0          | 4     | 0     | —              | —              | 4      | 0      |
| 2021/22 | Brighton & Hove Albion | Premier League | 1          | 0          | 3     | 0     | —              | —              | 4      | 0      |
| 2022/23 | Brighton & Hove Albion | Premier League | 15         | 0          | 6     | 0     | —              | —              | 21     | 0      |
| 2023/24 | Brighton & Hove Albion | Premier League | 17         | 0          | 1     | 0     | 5              | 0              | 23     | 0      |
| 2024/25 | Brighton & Hove Albion | Premier League | 2          | 0          | 3     | 0     | —              | —              | 5      | 0      |
| Totaal  | Totaal                 | Totaal         | 307        | 0          | 38    | 0     | 5              | 0              | 350    | 0      |

Bijgewerkt op 17 april 2025.

## Interlandcarrière
Steele speelde tussen 2010 en 2013 zeven wedstrijden voor Engeland –21. Met dat team speelde hij ook op het EK –21 in 2013. Op 2 juli 2012 werd hij door bondscoach Stuart Pearce opgenomen in de selectie van het Brits olympisch voetbalelftal voor de Olympische Spelen. Op het toernooi was Steele reservedoelman achter Jack Butland en kwam hij niet in actie.